# Triloba sandrii
Triloba sandrii is een slakkensoort uit de familie van de Clausiliidae. De wetenschappelijke naam van de soort is voor het eerst geldig gepubliceerd in 1844 door Kuster.